# كشكويية (دشتاب)
كشكوییة (بالفارسية: کشکوییه) هي قرية تقع في إيران في قسم دشتاب الريفي. يقدر عدد سكانها بـ 871 نسمة .